# Elezioni primarie del Partito Repubblicano del 1988 (Stati Uniti d'America)
Le elezioni primarie del Partito Repubblicano del 1988 furono lo strumento di selezione attraverso il quale gli elettori del Partito Repubblicano scelsero il loro candidato per le elezioni presidenziali del 1988. Il vicepresidente in carica George H. W. Bush vinse dopo una serie di elezioni primarie e caucus culminati con la Convention Nazionale Repubblicana che si tenne dal 15 al 18 agosto 1988 a New Orleans, Louisiana.